# Enzio Malatesta
Enzio Malatesta (Apuania, 22 ottobre 1914 – Roma, 2 febbraio 1944) è stato un giornalista e partigiano italiano, giustiziato a Forte Bravetta; medaglia d'oro al valor militare.

## Biografia
Figlio del deputato socialista Alberto Malatesta, si laureò a Milano nel 1938, si dedicò all'insegnamento e, poi, al giornalismo.
Dopo aver diretto per breve tempo la rivista Cinema e Teatro, si trasferì a Roma e, nel 1940, fu assunto come capo redattore del quotidiano Il Giornale d'Italia. Dopo l'occupazione tedesca entrò nel movimento Bandiera Rossa, con l'incarico di organizzare bande partigiane nel Lazio. Teneva anche contatti con il Fronte militare clandestino per aiutare i soldati inglesi fuggiti dai campi di concentramento.
Catturato dalle SS l'11 dicembre 1943, si assunse ogni responsabilità, scagionando i compagni, durante un fulmineo processo condotto in una stanza dell'albergo Flora, in Via Veneto. Condannato a morte, fu fucilato a Forte Bravetta, il 2 febbraio 1944, insieme ad altri dieci partigiani di Bandiera Rossa (movimento antifascista guidato da Filiberto Sbardella, Raffaele De Luca, Antonino Poce, e altri), gridando: «Viva l'Italia».